# Чай в Китае

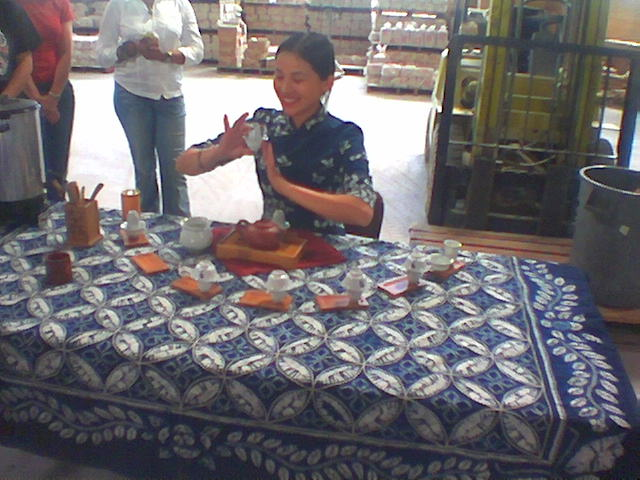
Традиционная китайская чайная церемония

Чай в Китае занимает важное место в культуре и истории страны, начиная с легендарного открытия императором Шэньнуном.

## История
По легенде, чай был открыт около 2737 года до н.э. Император Шэньнун заметил, что листья с чайного дерева упали в кипящую воду и образовали вкусный напиток. 
Первые письменные упоминания о чае относятся к династии Хань. При династии Тан чай стал национальным напитком, а при Мин — начали использовать цельные листья и развивать чайные церемонии.
История чая тесно связана с развитием китайской культуры и философии.
Источник: 

## Виды чая
- Зелёный чай (绿茶, lǜ chá) — неферментированный, сохраняет свежесть и травяной вкус.
- Белый чай (白茶, bái chá) — слабо обработанный, с нежным вкусом.
- Жёлтый чай (黄茶, huáng chá) — лёгкая ферментация, мягкий и сладковатый вкус.
- Улун (乌龙茶, wūlóng chá) — полуферментированный, сочетает свежесть зелёного и насыщенность красного.
- Красный чай (红茶, hóng chá) — полная ферментация, в Западных странах известен как "чёрный чай".
- Чёрный чай (黑茶, hēi chá) — постферментированный, включает пуэр и другие выдержанные чаи.

## Культура и традиция
Чайная культура Китая включает чайные церемонии гунфу-ча, глубокое уважение к гостям и философию чайного искусства. 
Чай используется не только для питья, но и в медицине, духовных практиках и как символ гостеприимства.
Чайные дома и церемонии остаются важной частью современной жизни Китая.